# Shantaram Athavale
Shantaram Govind Athavale (Marathi: शांताराम आठवले Śāntārām Āṭhavale; * 21. Januar 1910 in Pune; † 2. Mai 1975) war ein indischer Liedtexter, Filmregisseur, Dokumentarfilmer, Dichter und Autor. Er war im marathischen Film und im Hindi-Film tätig.

## Leben
Shantaram Athavale hatte seine Ausbildung bei dem Schriftsteller Narayan Hari Apte, dem er bei der Veröffentlichung der Zeitschrift „Madhukar“ in Koregaon half. Als Apte 1934 gebeten wurde, das Drehbuch für den Film Amritmanthan der Prabhat Film Company zu schreiben, folgte ihm Athavale als Liedtexter. Mit dem Lied Kiti sikhada hatte er sofortigen Erfolg. Der V.-Shantaram-Film Amritmanthan war auch der Beginn der zehnjährigen Zusammenarbeit Athavales mit dem Komponisten Keshavrao Bhole bei Prabhat. Besondere Anerkennung erlangte Athavale durch das einzige neu verfasste Lied in dem Damle-Fattelal-Film Sant Tukaram (1936). Während alle anderen Lieder Originalkompositionen Tukarams waren, passte Athavale das von ihm verfasste Adhi beej ekale an den Versrhythmus Tukarams so an, dass viele Tukaram-Experten es zunächst für eine unbekannte Originalkomposition des Mystikers hielten. Zur Musik von Bhole schrieb Athavale die meisten Liedtexte der Marathi-Versionen der Prabhat-Filme wie Kunku (1937), Mazha Mulga und Gopal Krishna (beide 1938), Sant Dnyaneshwar (1940), Sant Sakhu und Shejari (beide 1941), Daha Wajta (1942) und Ramshastri (1944). Daneben unterstützte er V. Shantaram gelegentlich als Regieassistent. 
Danach verließ Shantaram Athavale zusammen mit den Regisseuren Raja Nene und Datta Dharmadhikari, dem Komponisten Keshavrao Bhole und dem Filmeditor und späteren Regisseur Anant Mane die Filmgesellschaft. Er hatte bereits 1942 außerhalb Prabhats als Dialogautor und Liedtexter der Marathi-Versionen von Debaki Boses Aple Ghar (Hindi-Fassung: Apna Ghar) und Vijay Bhatts Bharat Bhet (Hindi-Fassung: Bharat Milap) gearbeitet. 1948 entstand seine erste eigenproduzierte Regiearbeit Bhagya Rekha über eine revolutionäre Untergrundbewegung des Jahres 1942. Für diesen Film konnte er auf seine Prabhat-Kollegen Narayan Hari Apte, Keshavrao Bhole und die Schauspielerin Shanta Apte zurückgreifen, die vom Publikum mit seinen Lieder assoziiert wurde. Apte spielte und sang noch einmal in Athavale nächstem Film Main Abla Nahin Hoon (1949). Aus Vahinichya Bangdya (1953), in dem Athavale auch als Darsteller auftrat, erlangte sein Lied Tu nastirs tar große Bekanntheit, ebenso das Lied Sukh devasi magave aus Shevgyachaya Shenga (1955). Dieser Film war zudem ein Wettbewerbsbeitrag bei den Filmfestspielen von Cannes 1956. Für die Filmproduktionsgesellschaft Filmistan führte Athavale Regie bei der konventionellen Liebesgeschichte Padada (1958). Für seinen letzten Spielfilm Vavtal (1965) erhielt er mehrere Filmpreise der Regierung Maharashtras.
In den 1960er Jahren drehte er zahlreiche Lehr- und Dokumentarfilme auf Englisch für die staatliche Films Division. Er schrieb etwa 200 Gedichte in Marathi, von denen einige in den Gedichtbänden Ekale beej und Beejankur veröffentlicht wurden, andere in Zeitschriften. Athavale beschäftigte sich mit Spiritualität, Astrologie und indischer Kulturgeschichte und schrieb nach eigenen Studien mehrere Bände zu diesen Themen. Unter dem Titel Prabhat Kaal verfasste er 1965 eine Geschichte der Prabhat Film Company.

## Filmografie (nur Regie)
- 1948: Bhagya Rekha [M]
- 1949: Main Abla Nahin Hoon [H]
- 1953: Vahinichya Bangdya [M]
- 1954: Sansar Karaychay Mala [M]
- 1955: Shevgyachya Shenga [M]
- 1958: Padada [M]
- 1960: Fix it Right [E] (Dokumentarfilm)
- 1960: Write it Right [E] (Dokumentarfilm)
- 1961: How to Vote [E] (Dokumentarfilm)
- 1961: Gift of Sight [E] (Dokumentarfilm)
- 1962: Citizens and Citizens [E] (Dokumentarfilm)
- 1962: The Homecoming [E] (Dokumentarfilm)
- 1962: Marriage and After [E] (Dokumentarfilm)
- 1963: Chatur Balak [H]
- 1965: Vavtal [M]
- 1968: Sankat Main Swasthya Aur Safai [H] (Dokumentarfilm)
- 1971: My Village My People [E] (Dokumentarfilm)

Marathi [M], Hindi [H], Englisch [E]

## Bibliografie
- Ekale beej
- Beejankur
- Shantachiya ghara
- Nadigranth, Ek Abhyas
- Omkar-rahasya
- Dnyandevichi Aradhana
- Kundalini Jagadamba
- Bakul Fule
- Sukhachi lipi
- Prabhat Kaal